# Spøgelsesbilist
En spøgelsesbilist er en bilist, der kører imod kørselsretningen på motorvejen – enten fordi bilisten er kørt på motorvejen ad en frakørsel eller fordi bilisten har vendt bilen på motorvejen. Spøgelsesbilister er til stor fare for dem selv og deres medtrafikanter, specielt hvis de ikke er klar over, at de kører mod kørselsretningen.
Vejdirektoratet registrerede i 2008 192 spøgelsesbilister på de danske veje.